# Nederlands kampioenschap 10 km 2021
Het Nederlands kampioenschap 10 km 2021 vond plaats op 29 augustus 2021. Het was de dertiende keer dat de Atletiekunie een wedstrijd organiseerde met als inzet de nationale titel op de 10 km. De wedstrijd vond plaats in Hem.
Nederlands kampioen 10 km bij de mannen werd Richard Douma en bij de vrouwen won Jasmijn Lau de titel.

## Uitslagen

### Mannen
| Rang   | Atleet            | Vereniging          | Tijd  |
| ------ | ----------------- | ------------------- | ----- |
| Goud   | Richard Douma     | AV Zaanland         | 29.22 |
| Zilver | Benjamin de Haan  | Rotterdam Atletiek  | 29.23 |
| Brons  | Filmon Tesfu      | SV Sportlust        | 29.25 |
| 4      | Khalid Choukoud   | Haag Atletiek       | 29.26 |
| 5      | Bas Van Hooren    | Atletiek Maastricht | 29.27 |
| 6      | Tom Hendrikse     | AAC '61             | 29.31 |
| 7      | Ronald Schröer    | AV Zaanland         | 29.35 |
| 8      | Mahadi Abdi Ali   | AV Unitas           | 29.40 |
| 9      | Jorik Van Egdom   | VAV                 | 29.48 |
| 10     | Gianluca Assorgia | SV Sportlust        | 30.00 |

### Vrouwen
| Rang   | Atleet               | Vereniging  | Tijd  |
| ------ | -------------------- | ----------- | ----- |
| Goud   | Jasmijn Lau          | Ciko '66    | 33.26 |
| Zilver | Julia van Velthoven  | AV Cifla    | 33.58 |
| Brons  | Tirzsa van der Wolf  | SC Reeuwijk | 34.08 |
| 4      | Lotte Krause         |             | 34.09 |
| 5      | Ineke van Koldam     | AV Phoenix  | 34.12 |
| 6      | Lysanne Wilkens      |             | 34.24 |
| 7      | Ann Schoot Uiterkamp |             | 34.25 |
| 8      | Marcella Herzog      | Running2000 | 34.26 |
| 9      | Ruth van der Meijden |             | 34.28 |
| 10     | Jacelyn Gruppen      |             | 34.37 |

1999 ·
2005 ·
2006 ·
2007 ·
2008 ·
2009 ·
2010 ·
2011 ·
2012 ·
2013 ·
2014 ·
2015 ·
2016 ·
2017 ·
2018 ·
2019 ·
2021 ·
2022 ·
2023